# Vladimír Borovička
Vladimír Borovička (* 25. března 1954 Děčín) je bývalý český fotbalista, brankář, trenér, reprezentant Československa.

## Fotbalová kariéra
Za československou reprezentaci odchytal v letech 1984–1985 čtyři utkání. Dvakrát startoval v juniorských reprezentačních výběrech. V lize odehrál 126 utkání. Hrál za Bohemians Praha (1976–1980, 1981–1986), Duklu Banská Bystrica (1980–1981 – vojenská služba) a rakouskou Austrii Vídeň. S Bohemians získal roku 1983 historický mistrovský titul, první a dosud jediný v dějinách klubu, a probojoval se s ní do semifinále Poháru UEFA. V Poháru mistrů evropských zemí nastoupil v 1 utkání a v Poháru UEFA nastoupil v 10 utkáních.

## Ligová bilance
| Ročník                                   | Zápasy | Góly | Klub                  |
| ---------------------------------------- | ------ | ---- | --------------------- |
| 1. československá fotbalová liga 1976/77 | 1      | 0    | Bohemians Praha       |
| 1. československá fotbalová liga 1977/78 | 3      | 0    | Bohemians Praha       |
| 1. československá fotbalová liga 1978/79 | 12     | 0    | Bohemians Praha       |
| 1. československá fotbalová liga 1979/80 | 13     | 0    | Bohemians Praha       |
| 1. československá fotbalová liga 1980/81 | 24     | 0    | Dukla Banská Bystrica |
| 1. československá fotbalová liga 1981/82 | 6      | 0    | Bohemians Praha       |
| 1. československá fotbalová liga 1982/83 | 2      | 0    | Bohemians Praha       |
| 1. československá fotbalová liga 1983/84 | 18     | 0    | Bohemians Praha       |
| 1. československá fotbalová liga 1984/85 | 24     | 0    | Bohemians Praha       |
| 1. československá fotbalová liga 1985/86 | 23     | 0    | Bohemians Praha       |
| CELKEM 1. čs. liga                       | 126    | 0    |                       |

## Trenérská kariéra
Po skončení hráčské kariéry se stal trenérem, vedl Spartu Praha, Bohemians a FK Zenit Sankt-Petěrburg, se Spartou získal jako hlavní trenér jeden titul mistra (1995).